# Самоучитель Олбанского
«Самоучи́тель Олба́нского» — научно-популярная книга Максима Кронгауза по русской интернет-лингвистике, рассказывающая о процессах, происходящих с русским языком в интернете (тема, которой автор перед этим коснулся в «Русском языке на грани нервного срыва»).
Название книги отсылает к когда-то популярному в рунете так называемому «олбанскому языку», который ко времени выхода книги уже вышел из моды. Однако Кронгауз использовал определение «Олбанский» не столько в связи с конкретным жаргоном, сколько как название для современного языка интернет-коммуникации, показывая, что для современного сетевого жаргона во многом актуальны те же приёмы, что и для «падонкаффского языка».
Слово «самоучитель» в заглавии книги (которая является не самоучителем, но изложенным в популярной форме исследованием) приблизительно очеркивает круг её читателей, к которым автор отнёс людей, не являющихся завсегдатаями интернета, которому «интересно во всём этом разбираться». Максим Кронгауз исследует сетевые жаргоны как новую, специфическую форму речи, соединяющую особенности как разговорной, так и письменной речи, и, при этом, завязанную на характерных для интернета принципах общения.
С особенностями интернет-языка как «устного письменного» автор связывает такие его вариации, как слитное написание двух и более слов, имитирующее быструю речь, или фонетическое письмо, когда слова записываются в соответствии с произношением, а не орфографией.
Первая часть книги, озаглавленная «Об олбанском языке, „падонках“ и играх с орфографией» автор исследует распространившееся в интернете явление антиграмотности - сознательного использования эрративов, которое характеризует не только «олбанский язык», но и локальные сленги других сетевых сообществ, к примеру, кащенитов.
Вторая часть книги под названием «О смайликах и других играх с формой» исследует роль в интернет общении смайликов, того, что автор назвал «недосмайликами» (несколько закрывающих и открывающих скобок подряд, использованных не по прямому назначению) и такого приёма типографики, как зачёркивание (когда нередко зачёркивается именно то, что автор имел в виду). Описываются также такие игры с формой, как замена букв цифрами, намеренный набор слов в другом регистре (напр. Lytdybr), нестандартное использование заглавных букв, смешение латиницы и кириллицы и другие игры с алфавитами,шрифтами и т. д..
В 2013 году книга вошла в лонг-лист премии «Просветитель». Максим Кронгауз, автор книги, был отмечен в этом году специальным призом «За беззаветное служение делу Просветительства».